# Manifesto dos Intelectuais Antifascistas

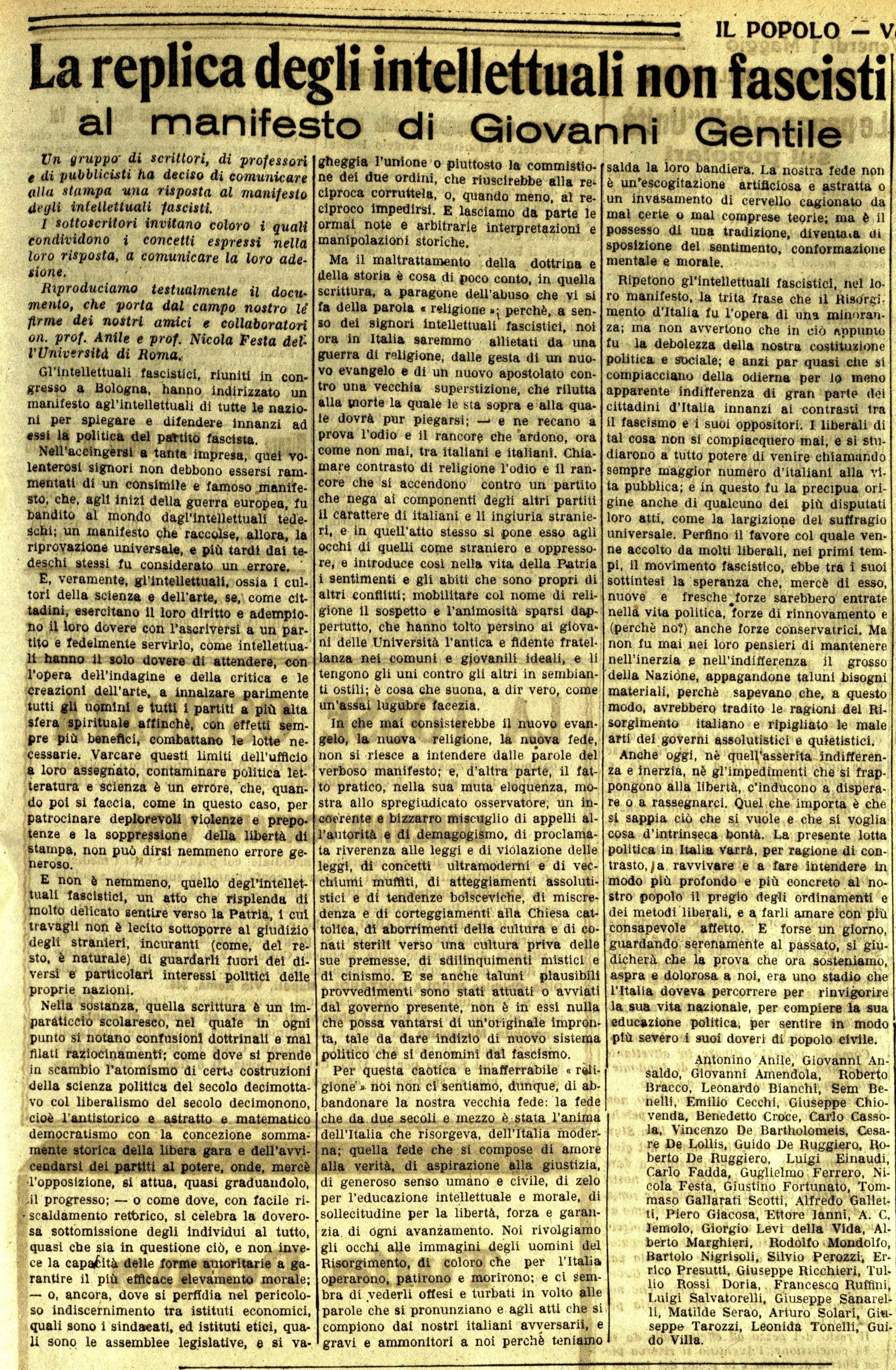
O Manifesto dos intelectuais antifascistas publicado no Il Popolo em 1º de maio de 1925.

O Manifesto dos Intelectuais Antifascistas, também conhecido como Antimanifesto, foi publicado em 1º de maio de 1925 nos jornais Il Mondo e Il Popolo, respectivamente, com os títulos "La protesta contro il 'Manifesto degli intellettuali fascisti'" e "La replica degli intellettuali non fascisti al manifesto di Giovanni Gentile".

## História
O manifesto foi escrito por Benedetto Croce em resposta ao Manifesto dos Intelectuais Fascistas de Giovanni Gentile. Mesmo a data de publicação, dia dos trabalhadores, responde com antagonismo indicativo à publicação, o dia do nascimento de Roma, do manifesto fascista. A proposta de redação do manifesto foi feita por Giovanni Amendola que, em 20 de abril de 1925, escreveu:
Caro Croce, você leu o manifesto fascista aos intelectuais estrangeiros? ... Hoje encontrei várias pessoas que pensam que, depois do discurso fascista, temos o direito de falar e o dever de responder. O que você acha? Você estaria disposto a assinar um documento de resposta que poderia ter sua aprovação? E se sim, gostaria de escrever você mesmo?

## Conteúdo
Benedetto Croce no Manifesto escreveria:
Os intelectuais fascistas, reunidos em um congresso em Bolonha, enviaram um manifesto aos intelectuais de todas as nações para explicar e defender a política do partido fascista diante deles... 

Em essência, essa escrita está errada ..., em que confusão doutrinária e fios mal tecidos podem ser vistos em todos os pontos; como onde o atomismo de certas construções da ciência política do século XVIII se confunde com o liberalismo democrático do século XIX, isto é, o democratismo anti-histórico e abstrato e matemático, com a concepção historicamente suprema de livre competição e alternância de partidos políticos no poder, por meio da qual, graças à oposição, o progresso é produzido gradativamente; ou onde, com um aquecimento retórico fácil, a submissão obediente dos indivíduos ao todo é celebrada...
E deixamos de lado as agora conhecidas e arbitrárias interpretações e manipulações históricas. Mas o maltrato das doutrinas e da história tem pouca importância nessa escrita, se comparado ao abuso da palavra "religião"; porque, no sentido dos intelectuais fascistas, nós na Itália agora seríamos animados por uma guerra de religião, pelos fatos de um novo evangelho e um novo apostolado contra uma velha superstição, que resiste à morte que está acima ela...; e eles colocam seu ódio e rancor à prova que queima, agora mais do que nunca, entre italianos e italianos.
Chamar um conflito de religião ao ódio e ressentimento que é aceso contra uma parte que nega a membros de outras partes o caráter de italianos e os insulta como estrangeiros, e nesse mesmo ato é colocado aos olhos daqueles como estrangeiros e opressores e, portanto, introduz na vida do país os sentimentos e hábitos de outros conflitos; dignificar com o nome da religião a suspeita e a animosidade espalhadas por toda parte, que tiraram até mesmo dos jovens das universidades a antiga e confiante fraternidade nos ideais comuns e juvenis, e os opôs em visões hostis; É algo que soa, para falar a verdade, como uma piada muito sombria.
Em que consistiria o novo evangelho, a nova religião, a nova fé, não podemos entender pelas palavras do prolixo manifesto; e, por outro lado, o fato prático, em sua eloqüência silenciosa, mostra ao observador inescrupuloso uma mistura incoerente e estranha de apelos à autoridade e demagogia, de reverência proclamada pelas leis e violação das leis, de conceitos ultramodernos e de velhos moldes, de atitudes absolutistas e tendências bolcheviques, de descrença e namoro com a Igreja Católica, de cultura abominável e retiros estéreis para uma cultura desprovida de suas premissas, de delinquência mística e cinismo.
E se até mesmo algumas medidas plausíveis foram implementadas ou iniciadas pelo atual governo, não há nada nelas que possa se orgulhar de uma marca original, para dar uma indicação de um novo sistema político que se autointitule do fascismo.
Por causa desta "religião" caótica e evasiva, não sentimos, portanto, abandonar nossa antiga fé: a fé que por dois séculos e meio foi a alma da Itália que ressuscitou, da Itália moderna; aquela fé composta pelo amor à verdade, pela aspiração à justiça, pelo generoso sentido humano e civil, pelo zelo pela educação intelectual e moral, pela preocupação pela liberdade, pela força e pela garantia de todo o progresso...
Nossa fé não é uma formulação abstrata e artificial ou invasão do cérebro causada por teorias inseguras ou mal compreendidas; mas é a posse de uma tradição, que se tornou uma disposição de sentimento, uma conformação mental ou moral.
Os intelectuais fascistas repetem, em seu manifesto, a frase banal de que o Risorgimento da Itália foi obra de uma minoria; mas eles não acham que esta seja precisamente a fraqueza de nossa constituição política e social; e, de fato, quase parece que estão satisfeitos com a atual, pelo menos aparente, indiferença da maioria dos cidadãos da Itália aos contrastes entre o fascismo e seus oponentes.
Os liberais nunca gostaram disso e se esforçaram para chamar mais e mais italianos para a vida pública; e essa também foi a principal origem de alguns de seus atos mais polêmicos, como a concessão do sufrágio universal.
Mesmo o favor com que o movimento fascista foi bem recebido por muitos liberais nos primeiros dias, tinha entre suas implicações a esperança de que, graças a ele, novas e frescas forças entrariam na vida política, forças de renovação e ( Por que não?) Até mesmo forças conservadoras.
Mas nunca pensou em manter o grosso da nação na inércia e na indiferença, sustentando certas necessidades materiais, porque sabiam que, desta forma, trairiam as razões do Risorgimento italiano e reviveriam as artes perversas dos governos absolutistas...
Ainda hoje, nem aquela suposta indiferença e inércia, nem os fracassos que impedem a liberdade nos levam ao desespero ou à renúncia...
A luta política atual na Itália, por razões de contraste, reviverá e fará nosso povo compreender o valor dos sistemas e métodos liberais de uma forma mais profunda e concreta, e fazê-los amar com mais afeto consciente.

E talvez um dia, olhando serenamente para o passado, se julgará que a prova que agora vivemos, dura e dolorosa para nós, foi uma etapa que a Itália teve que passar para rejuvenescer sua vida nacional, completar sua educação política, sentir mais seus deveres como povo civil.

## Lista de signatários
Entre os signatários estão:
- Benedetto Croce
- Giovanni Amendola
- Luigi Albertini
- Sibilla Aleramo
- Giuseppe Bagnera
- Matilde Serao